# 假歐氏芋螺
假歐氏芋螺（学名：Conus pseudorbignyi）为芋螺科芋螺屬下的一个种。